# 希尔斯波罗海滩 (佛罗里达州)
希尔斯波罗海滩（英語：Hillsboro Beach），是美国佛罗里达州布勞沃德縣下属的一座城镇。建立于1939年。面积约为4.2平方公里（约合1.6平方英里）。根据2010年美国人口普查，该市有人口1,875人。论人口在本州排行第290。